# Stefano Zanini
Stefano Zanini nacido el 23 de enero de 1969 en Varese, en Lombardía es un exciclista y director deportivo italiano.

## Biografía
Stefano Zanini pasó a profesional en el año 1991.
Especialista en las clásicas, Zanini obtuvo varios lugares de honor en carreras de este tipo, incluso llegó a ganar la Amstel Gold Race en 1996. Fue el primer italiano que se impuso en esta clásica holandesa.
También obtuvo la victoria al sprint en los Campos Elíseos, en el Tour de Francia del año 2000. Su talento al sprint también le permitió acabar su carrera sirviendo a líderes como Tom Boonen o Robbie McEwen.
No fue renovado por el equipo Predictor-Lotto al final de la temporada 2007, por lo que pone fin a su carrera deportiva.
Fue director deportivo del equipo Geox-TMC, perteneciente al UCI ProTour, y actualmente elabora esta función en el equipo Astana Pro Team.
El 24 de julio de 2013 su nombre apareció en el informe publicado por el senado francés como uno de los treinta ciclistas que habrían dado positivo en el Tour de Francia 1998 con carácter retrospectivo, ya que analizaron las muestras de orina de aquel año con los métodos antidopaje actuales.

## Palmarés
| 1992 - Coppa Sabatini - 1 etapa del Giro di Puglia - 1 etapa de la Vuelta a Portugal 1994 - 1 etapa del Giro de Italia - 1 etapa de la Tirreno-Adriático - Vuelta al Etna 1995 - Milán-Turín - Coppa Bernocchi - 1 etapa de la Tirreno-Adriático 1996 - Amstel Gold Race - 1 etapa de la Semana Catalana - 1 etapa de la Vuelta al País Vasco 1997 - G. P. Bruno Beghelli - 2 etapas de la Vuelta al País Vasco 1998 - G. P. Bruno Beghelli - París-Bruselas - 1 etapa de los Tres Días de La Panne | 1999 - 1 etapa de la Vuelta a la Comunidad Valenciana 2000 - 1 etapa del Tour de Francia - 1 etapa de la Vuelta a Suiza - 1 etapa de la Vuelta al País Vasco 2001 - 1 etapa del Giro de Italia - 1 etapa de la Vuelta al País Vasco - 1 etapa de la Tour de Eslovenia - 1 etapa del Giro Riviera Ligure Ponente 2002 - 1 etapa de los Tres Días de La Panne 2003 - Commerce Bank International Championship 2004 - 1 etapa de la Vuelta a Gran Bretaña 2005 - Clasificación del Intergiro del Giro de Italia |

## Resultados en las grandes vueltas
| Carrera         | 1991  | 1992  | 1993 | 1994 | 1995 | 1996 | 1997 | 1998 | 1999 | 2000 | 2001 | 2002 | 2003 | 2004  | 2005  | 2006 | 2007  |
| --------------- | ----- | ----- | ---- | ---- | ---- | ---- | ---- | ---- | ---- | ---- | ---- | ---- | ---- | ----- | ----- | ---- | ----- |
| Giro de Italia  | 104.º | 102.º | Ab.  | 48.º | -    | Ab.  | -    | -    | -    | -    | 93.º | -    | -    | -     | 111.º | -    | 134.º |
| Tour de Francia | -     | -     | -    | -    | -    | Ab.  | -    | 73.º | -    | 80.º | Ab.  | -    | Ab.  | 126.º | Ab.   | -    | -     |
| Vuelta a España | -     | -     | 91.º | -    | Ab.  | 64.º | Ab.  | -    | Ab.  | -    | -    | -    | -    | -     | -     | -    | -     |
| Mundial en Ruta | -     | -     | -    | -    | -    | -    | -    | Ab.  | -    | -    | -    | -    | -    | -     | -     | -    | -     |

-: no participa

Ab.: abandono